# Casagrande (Piura)
Casagrande es una villa peruana ubicada en el distrito de La Arena, perteneciente a la provincia y departamento de Piura, al norte del Perú. 

## Ubicación
Casagrande se ubica al oeste de la provincia de Piura, en el distrito de La Arena, en el departamento de Piura.

## Demografía
En 2017 Casagrande tenía una población de 3857 habitantes.
| Gráfica de evolución demográfica de Casagrande entre 1993 y 2017 |
|                                                                  |
| Fuentes: Población 1993 y 2017                                   |